# الحزنة (بني العوام)

تعديل مصدري - تعديل

الحزنة هي إحدى قرى عزلة بني القدمي بمديرية بني العوام التابعة لمحافظة حجة، بلغ تعداد سكانها 1047 نسمة حسب تعداد اليمن لعام 2004.